# Font d'en Sert
La font d'en Sert és una font natural de la serra de Collserola, situada a la riera de Sant Medir, terme municipal de Sant Cugat del Vallès, prop de Can Puig.
La font raja d'un parament quadrat folrat de rajoles de ceràmica blanca i verda que componen el nom de la font, amb una pica semicircular de totxos. L'aigua brolla abundosament per un gros broc corb d'acer inoxidable. És una de les fonts que raja més de la serra de Collserola. Tot i això hi ha èpoques en que es queda seca.
L'espai davant de la font disposa d'una graderia i un mur perimetral que fan de seients per als visitants. Al centre de l'esplanada hi ha una taula metàl·lica oval.